# Jacqueline Frank
Jacqueline Frank DeLuca (Hermosa Beach, 1º maggio 1980) è un'ex pallanuotista statunitense, vincitrice di una medaglia di bronzo ai giochi olimpici di Atene 2004.